# Думбрава Рошие
 Тази статия е за селото в Румъния.  За общината вижте Думбрава Рошие (община).  
Думбрава Рошие (на румънски: Dumbrava Roșie) е село в североизточна Румъния, център на община Думбрава Рошие в окръг Нямц.
Разположено е на 290 m надморска височина в подножието на Карпатите, на 7 km югоизточно от центъра на Пятра Нямц.